# 유니버설 애니메이션 스튜디오
 유니버설 애니메이션 스튜디오(Universal Animation Studios)는 1991년에 설립된 NBC 유니버설의 자회사로서 주로 2D 애니메이션 영화와 TV 애니메이션 시리즈물을 제작한다.

## 유니버설 애니메이션 스튜디오

### 주요 작품 목록 (영화)
| 제목               | 개봉 날짜        | 공동 제작                                           |
| ------------------ | ---------------- | --------------------------------------------------- |
| 호기심 많은 조지   | 2006년 2월 10일  | 이매진 엔터테인먼트                                 |
| 작은 영웅 데스페로 | 2008년 12월 19일 | 렐러티비티 미디어, and Framestore Feature Animation |
| 우디 우드페커      | 2017년 10월 5일  | 유니버설 스튜디오 홈 엔터테인먼트                   |

## 같이 보기
- 일루미네이션 (기업)
- 드림웍스 애니메이션
- 유니버설 픽처스의 장편 애니메이션 영화 목록